# Grand Prix Malezji 2009
Wyniki Grand Prix Malezji, drugiej rundy Mistrzostw Świata Formuły 1 w sezonie 2009.

## Relacja

### Tło wyścigu
W Grand Prix uczestniczyło 20 kierowców, po dwóch w każdej drużynie. Drużyny te, zwane także konstruktorami to: Ferrari, McLaren, Renault, Brawn, Force India, BMW Sauber, Toyota, Red Bull Racing, Williams i Toro Rosso.
Kimi Räikkönen wygrał ten wyścig w roku 2008 jeżdżąc dla Ferrari oraz uczynił to także w roku 2003, kiedy to jeździł dla McLarena. Poprzedni zwycięzcy, Giancarlo Fisichella (2006) oraz Fernando Alonso (2005 i 2007) również uczestniczyli w tym wyścigu. 
Po Grand Prix Australii liderem klasyfikacji kierowców był Jenson Button, dwa punkty za nim był Rubens Barrichello i cztery punkty za Buttonem był Jarno Trulli. Brawn GP przed wyścigiem liderowało w klasyfikacji konstruktorów, siedem punktów przed Toyotą a trzecie miejsce zajmował Renault.  
Start wyścigu został przesunięty w stosunku do roku poprzedniego z godziny 15:00 czasu miejscowego (9:00 czasu polskiego) na 17:00 (11:00 czasu polskiego) z powodu widzów oglądających wyścig w Europie.

## Wyniki

### Sesje treningowe
| Sesja | Nr | Kierowca       | Konstruktor     | Czas     | Okr. |
| ----- | -- | -------------- | --------------- | -------- | ---- |
| 1     | 16 | Nico Rosberg   | Williams-Toyota | 1:36.260 | 27   |
| 2     | 4  | Kimi Räikkönen | Ferrari         | 1:35.707 | 40   |
| 3     | 16 | Nico Rosberg   | Williams-Toyota | 1:35.940 | 19   |

### Kwalifikacje
| Poz. | Nr | Kierowca             | Konstruktor          | Q1       | Q2       | Q3       | Poz. s. |
| --- | --- | -------------------- | -------------------- | -------- | -------- | -------- | ------- |
| 1 | 22 | Jenson Button        | Brawn-Mercedes       | 1:35.058 | 1:33.784 | 1:35.181 | 1       |
| 2 | 9 | Jarno Trulli         | Toyota               | 1:34.745 | 1:33.990 | 1:35.273 | 2       |
| 3 | 15 | Sebastian Vettel     | Red Bull-Renault     | 1:34.935 | 1:34.276 | 1:35.518 | 13      |
| 4 | 23 | Rubens Barrichello   | Brawn-Mercedes       | 1:34.681 | 1:34.387 | 1:35.651 | 8       |
| 5 | 10 | Timo Glock           | Toyota               | 1:34.907 | 1:34.258 | 1:35.690 | 3       |
| 6 | 16 | Nico Rosberg         | Williams-Toyota      | 1:35.083 | 1:34.547 | 1:35.750 | 4       |
| 7 | 14 | Mark Webber          | Red Bull-Renault     | 1:35.027 | 1:34.222 | 1:35.797 | 5       |
| 8 | 5 | Robert Kubica        | BMW Sauber           | 1:35.166 | 1:34.562 | 1:36.106 | 6       |
| 9 | 4 | Kimi Räikkönen       | Ferrari              | 1:35.476 | 1:34.456 | 1:36.170 | 7       |
| 10 | 7 | Fernando Alonso      | Renault              | 1:35.260 | 1:34.706 | 1:37.659 | 9       |
| 11 | 6 | Nick Heidfeld        | BMW Sauber           | 1:35.110 | 1:34.769 | -        | 10      |
| 12 | 17 | Kazuki Nakajima      | Williams-Toyota      | 1:35.341 | 1:34.788 | -        | 11      |
| 13 | 1 | Lewis Hamilton       | McLaren-Mercedes     | 1:35.280 | 1:34.905 | -        | 12      |
| 14 | 2 | Heikki Kovalainen    | McLaren-Mercedes     | 1:35.023 | 1:34.924 | -        | 14      |
| 15 | 11 | Sébastien Bourdais   | Toro Rosso-Ferrari   | 1:35.507 | 1:35.431 | -        | 15      |
| 16 | 3 | Felipe Massa         | Ferrari              | 1:35.642 | -        | -        | 16      |
| 17 | 8 | Nelson Piquet Jr.    | Renault              | 1:35.708 | -        | -        | 17      |
| 18 | 21 | Giancarlo Fisichella | Force India-Mercedes | 1:35.908 | -        | -        | 18      |
| 19 | 20 | Adrian Sutil         | Force India-Mercedes | 1:35.951 | -        | -        | 19      |
| 20 | 12 | Sébastien Buemi      | Toro Rosso-Ferrari   | 1:36.107 | -        | -        | 20      |
| Poz. | Nr | Kierowca             | Konstruktor          | Q1       | Q2       | Q3       | Poz. s. |
| \| Legenda \| Legenda \| \| ------------------------ \| ---------------------------------------------------------------------------------------------------------------------------------------------------------------------------------------------------------------------------------------------------------------- \| \| Poz. Nr Q1 Q2 Q3 Poz. s. \| Pozycja zajęta w sesji kwalifikacyjnej Numer startowy kierowcy Wynik uzyskany w pierwszej części kwalifikacji Wynik uzyskany w drugiej części kwalifikacji Wynik uzyskany w trzeciej części kwalifikacji Pozycja startowa po uwzględnięniu kar, przesunięć, itp. \| | |                      |                      |          |          |          |         |
| Legenda | |                      |                      |          |          |          |         |
| Poz. Nr Q1 Q2 Q3 Poz. s. | Pozycja zajęta w sesji kwalifikacyjnej Numer startowy kierowcy Wynik uzyskany w pierwszej części kwalifikacji Wynik uzyskany w drugiej części kwalifikacji Wynik uzyskany w trzeciej części kwalifikacji Pozycja startowa po uwzględnięniu kar, przesunięć, itp. |                      |                      |          |          |          |         |

### Wyścig

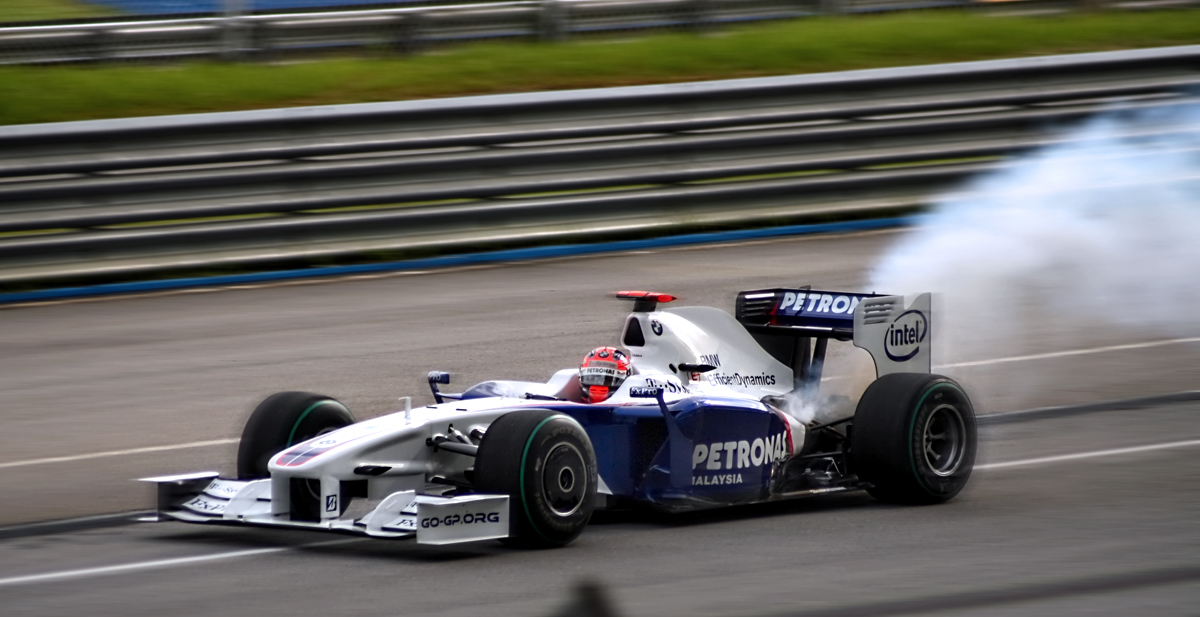
Robert Kubica z powodu awarii silnika musiał swój udział w wyścigu zakończyć na drugim okrążeniu

Wyścig przerwano z powodu porywistego wiatru i ulewnego deszczu.
| P                 | + / –     | Nr | Kierowca             | Konstruktor          | Okr. | Czas / Strata | Komentarz     |
| ----------------- | --------- | -- | -------------------- | -------------------- | ---- | ------------- | ------------- |
| 1                 | Bez zmian | 22 | Jenson Button        | Brawn-Mercedes       | 31   | 1h10:59.092   |               |
| 2                 | 8         | 6  | Nick Heidfeld        | BMW Sauber           | 31   | +0:22.722     |               |
| 3                 | Bez zmian | 10 | Timo Glock           | Toyota               | 31   | +0:23.513     |               |
| 4                 | 2         | 9  | Jarno Trulli         | Toyota               | 31   | +0:46.173     |               |
| 5                 | 3         | 23 | Rubens Barrichello   | Brawn-Mercedes       | 31   | +0:47.360     |               |
| 6                 | 1         | 14 | Mark Webber          | Red Bull-Renault     | 31   | +0:52.333     |               |
| 7                 | 5         | 1  | Lewis Hamilton       | McLaren-Mercedes     | 31   | +1:00.733     |               |
| 8                 | 4         | 16 | Nico Rosberg         | Williams-Toyota      | 31   | +1:11.576     |               |
| 9                 | 7         | 3  | Felipe Massa         | Ferrari              | 31   | +1:16.932     |               |
| 10                | 5         | 11 | Sébastien Bourdais   | Toro Rosso-Ferrari   | 31   | +1:42.164     |               |
| 11                | 2         | 7  | Fernando Alonso      | Renault              | 30   | +1 okr.       |               |
| 12                | 1         | 17 | Kazuki Nakajima      | Williams-Toyota      | 30   | +1 okr.       |               |
| 13                | 4         | 8  | Nelson Piquet Jr.    | Renault              | 30   | +1 okr.       |               |
| 14                | 7         | 4  | Kimi Räikkönen       | Ferrari              | 30   | +1 okr.       |               |
| 15                | 2         | 15 | Sebastian Vettel     | Red Bull-Renault     | 30   | +1 okr.       | wypadł z toru |
| 16                | 4         | 12 | Sébastien Buemi      | Toro Rosso-Ferrari   | 30   | +1 okr.       | wypadł z toru |
| 17                | 2         | 20 | Adrian Sutil         | Force India-Mercedes | 30   | +1 okr.       |               |
| 18                | Bez zmian | 21 | Giancarlo Fisichella | Force India-Mercedes | 29   | +2 okr.       | wypadł z toru |
| Niesklasyfikowani |           |    |                      |                      |      |               |               |
|                   |           | 5  | Robert Kubica        | BMW Sauber           | 1    |               | silnik        |
|                   |           | 2  | Heikki Kovalainen    | McLaren-Mercedes     | 0    |               | wypadł z toru |
| P                 | + / –     | Nr | Kierowca             | Konstruktor          | Okr. | Czas / Strata | Komentarz     |

### Najszybsze okrążenie
| Nr | Kierowca      | Konstruktor    | Czas     | Okr. |
| -- | ------------- | -------------- | -------- | ---- |
| 22 | Jenson Button | Brawn-Mercedes | 1:36.641 | 18   |

## Lista startowa
| Nr | Kierowca             | Zespół                       | Samochód          | Silnik               | Opony |
| -- | -------------------- | ---------------------------- | ----------------- | -------------------- | ----- |
| 1  | Lewis Hamilton       | Vodafone McLaren Mercedes    | McLaren MP4-24    | Mercedes-Benz FO108W | B     |
| 2  | Heikki Kovalainen    | Vodafone McLaren Mercedes    | McLaren MP4-24    | Mercedes-Benz FO108W | B     |
| 3  | Felipe Massa         | Scuderia Marlboro Ferrari    | Ferrari F60       | Ferrari 056          | B     |
| 4  | Kimi Räikkönen       | Scuderia Marlboro Ferrari    | Ferrari F60       | Ferrari 056          | B     |
| 5  | Robert Kubica        | BMW Sauber F1 Team           | BMW F1.09         | BMW P86/9            | B     |
| 6  | Nick Heidfeld        | BMW Sauber F1 Team           | BMW F1.09         | BMW P86/9            | B     |
| 7  | Fernando Alonso      | ING Renault F1 Team          | Renault R29       | Renault RS27-2009    | B     |
| 8  | Nelson Piquet Jr.    | ING Renault F1 Team          | Renault R29       | Renault RS27-2009    | B     |
| 9  | Jarno Trulli         | Panasonic Toyota Racing      | Toyota TF109      | Toyota RVX-09        | B     |
| 10 | Timo Glock           | Panasonic Toyota Racing      | Toyota TF109      | Toyota RVX-09        | B     |
| 11 | Sébastien Bourdais   | Scuderia Toro Rosso          | Toro Rosso STR04  | Ferrari 056          | B     |
| 12 | Sébastien Buemi      | Scuderia Toro Rosso          | Toro Rosso STR04  | Ferrari 056          | B     |
| 14 | Mark Webber          | Red Bull Racing              | Red Bull RB5      | Renault RS27-2009    | B     |
| 15 | Sebastian Vettel     | Red Bull Racing              | Red Bull RB5      | Renault RS27-2009    | B     |
| 16 | Nico Rosberg         | AT&T WilliamsF1 Team         | Williams FW31     | Toyota RVX-09        | B     |
| 17 | Kazuki Nakajima      | AT&T WilliamsF1 Team         | Williams FW31     | Toyota RVX-09        | B     |
| 20 | Adrian Sutil         | Force India Formula One Team | Force India VJM02 | Mercedes-Benz FO108W | B     |
| 21 | Giancarlo Fisichella | Force India Formula One Team | Force India VJM02 | Mercedes-Benz FO108W | B     |
| 22 | Jenson Button        | Brawn GP Formula One Team    | Brawn BGP 001     | Mercedes-Benz FO108W | B     |
| 23 | Rubens Barrichello   | Brawn GP Formula One Team    | Brawn BGP 001     | Mercedes-Benz FO108W | B     |
| Nr | Kierowca             | Zespół                       | Samochód          | Silnik               | Opony |

## Klasyfikacja po wyścigu

### Kierowcy
| P                 | +/− | Kierowca             | Starty | Punkty | P1 | P2 | P3 | PP | NO | NS |
| ----------------- | --- | -------------------- | ------ | ------ | -- | -- | -- | -- | -- | -- |
| 1                 | 0   | Jenson Button        | 2      | 15     | 2  | -  | -  | 2  | 1  | -  |
| 2                 | 0   | Rubens Barrichello   | 2      | 10     | -  | 1  | -  | -  | -  | -  |
| 3                 | 0   | Jarno Trulli         | 2      | 8,5    | -  | -  | 1  | -  | -  | -  |
| 4                 | 0   | Timo Glock           | 2      | 8      | -  | -  | 1  | -  | -  | -  |
| 5                 | +5  | Nick Heidfeld        | 2      | 4      | -  | 1  | -  | -  | -  | -  |
| 6                 | −1  | Fernando Alonso      | 2      | 4      | -  | -  | -  | -  | -  | -  |
| 7                 | −1  | Nico Rosberg         | 2      | 3,5    | -  | -  | -  | -  | 1  | -  |
| 8                 | −1  | Sébastien Buemi      | 2      | 2      | -  | -  | -  | -  | -  | -  |
| 9                 | +3  | Mark Webber          | 2      | 1,5    | -  | -  | -  | -  | -  | -  |
| 10                | N   | Lewis Hamilton       | 2      | 1      | -  | -  | -  | -  | -  | -  |
| 11                | −3  | Sébastien Bourdais   | 2      | 1      | -  | -  | -  | -  | -  | -  |
| 12                | −3  | Adrian Sutil         | 2      | -      | -  | -  | -  | -  | -  | -  |
| 13                | N   | Felipe Massa         | 2      | -      | -  | -  | -  | -  | -  | 1  |
| 14                | −3  | Giancarlo Fisichella | 2      | -      | -  | -  | -  | -  | -  | -  |
| 15                | N   | Kazuki Nakajima      | 2      | -      | -  | -  | -  | -  | -  | 1  |
| 16                | −3  | Sebastian Vettel     | 2      | -      | -  | -  | -  | -  | -  | -  |
| 17                | N   | Nelson Piquet Jr.    | 2      | -      | -  | -  | -  | -  | -  | 1  |
| 18                | −3  | Kimi Räikkönen       | 2      | -      | -  | -  | -  | -  | -  | -  |
| 19                | −5  | Robert Kubica        | 2      | -      | -  | -  | -  | -  | -  | 1  |
| Niesklasyfikowani |     |                      |        |        |    |    |    |    |    |    |
| -                 |     | Heikki Kovalainen    | 2      | -      | -  | -  | -  | -  | -  | 2  |
| P                 | +/− | Kierowca             | Starty | Punkty | P1 | P2 | P3 | PP | NO | NS |

### Konstruktorzy
| P  | +/− | Konstruktor          | Starty | Punkty | P1 | P2 | P3 | PP | NO | NS |
| -- | --- | -------------------- | ------ | ------ | -- | -- | -- | -- | -- | -- |
| 1  | 0   | Brawn-Mercedes       | 4      | 25     | 2  | 1  | -  | 2  | 1  | -  |
| 2  | 0   | Toyota               | 4      | 16,5   | -  | -  | 2  | -  | -  | -  |
| 3  | +4  | BMW Sauber           | 4      | 4      | -  | 1  | -  | -  | -  | 1  |
| 4  | −1  | Renault              | 4      | 4      | -  | -  | -  | -  | -  | 1  |
| 5  | −1  | Williams-Toyota      | 4      | 3,5    | -  | -  | -  | -  | 1  | 1  |
| 6  | −1  | Toro Rosso-Ferrari   | 4      | 3      | -  | -  | -  | -  | -  | -  |
| 7  | +1  | Red Bull-Renault     | 4      | 1,5    | -  | -  | -  | -  | -  | -  |
| 8  | N   | McLaren-Mercedes     | 4      | 1      | -  | -  | -  | -  | -  | 2  |
| 9  | −3  | Force India-Mercedes | 4      | -      | -  | -  | -  | -  | -  | -  |
| 10 | −1  | Ferrari              | 4      | -      | -  | -  | -  | -  | -  | 1  |
| P  | +/− | Konstruktor          | Starty | Punkty | P1 | P2 | P3 | PP | NO | NS |

### Waga bolidów
| Waga poszczególnych bolidów przed wyścigiem |
| ------------------------------------------- |
|                                             |

### Prowadzenie w wyścigu
| Nr                              | Kierowca           | Okrążenia    | Suma |
| ------------------------------- | ------------------ | ------------ | ---- |
| 16                              | Nico Rosberg       | 1-15         | 15   |
| 22                              | Jenson Button      | 17-19, 21-31 | 14   |
| 9                               | Jarno Trulli       | 16           | 1    |
| 23                              | Rubens Barrichello | 20           | 1    |
| \| Wykres \| \| ------ \| \| \| |                    |              |      |
| Wykres                          |                    |              |      |
|                                 |                    |              |      |